# Grand Prix ISU juniores di pattinaggio di figura

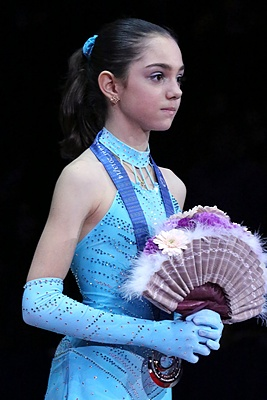
La cerimonia di premiazione delle coppie di artistico alla Finale Grand Prix Junior 2013-2014

Il Junior Grand Prix ISU di pattinaggio di figura è una serie di competizioni internazionali di livello junior organizzata dalla International Skating Union. Le gare prevedono quattro specialità: singolo maschile e femminile, coppie e danza su ghiaccio. 
La serie di competizioni è stata inaugurata nel 1997 come completamento del Grand Prix ISU di pattinaggio di figura di livello senior. I pattinatori guadagnano punti in base al loro piazzamento in ogni gara del circuito a cui prendono parte e i sei con punteggio maggiore per ogni disciplina di qualificano per la Finale Grand Prix ISU juniores, tenuta in concomitanza con la finale del Grand Prix di livello senior.

## Gare
Il circuito Junior Grand Prix è stato costituito nella stagione 1997-98. Inizialmente prevedeva sei gare, aumentate a otto l'anno successivo. A partire dalla stagione 2009-2010 comprende sette competizioni oltre alla finale. Tutte le competizioni prevedono il singolo maschile e femminile e la danza su ghiaccio, mentre solo quattro o cinque includono anche la gara a coppie. 
Le gare che fanno parte del circuito cambiano ogni anno e sono scelte a rotazione tra le seguenti:
- Grand Prix ISU juniores in Andorra
- Grand Prix ISU juniores in Armenia
- Grand Prix ISU juniores in Australia
- Grand Prix ISU juniores in Austria
- Grand Prix ISU juniores in Bielorussia
- Grand Prix ISU juniores in Bulgaria
- Grand Prix ISU juniores in Canada
- Grand Prix ISU juniores in Cina
- Grand Prix ISU juniores in Croazia
- Grand Prix ISU juniores in Estonia
- Grand Prix ISU juniores in Francia
- Grand Prix ISU juniores in Germania
- Grand Prix ISU juniores in Giappone
- Grand Prix ISU juniores in Italia
- Grand Prix ISU juniores in Lettonia
- Grand Prix ISU juniores in Lituania
- Grand Prix ISU juniores in Messico
- Grand Prix ISU juniores in Norvegia
- Grand Prix ISU juniores nei Paesi Bassi
- Grand Prix ISU juniores in Polonia
- Grand Prix ISU juniores nel Regno Unito
- Grand Prix ISU juniores nella Repubblica Ceca
- Grand Prix ISU juniores in Romania
- Grand Prix ISU juniores in Russia
- Grand Prix ISU juniores in Serbia
- Grand Prix ISU juniores in Slovacchia
- Grand Prix ISU juniores in Slovenia
- Grand Prix ISU juniores in Spagna
- Grand Prix ISU juniores negli Stati Uniti d'America
- Grand Prix ISU juniores in Sudafrica
- Grand Prix ISU juniores in Svezia
- Grand Prix ISU juniores in Taipei Cinese
- Grand Prix ISU juniores in Thailandia
- Grand Prix ISU juniores in Turchia
- Grand Prix ISU juniores in Ucraina
- Grand Prix ISU juniores in Ungheria

## Qualificazione
Diversamente dal Grand Prix ISU di pattinaggio di figura i partecipanti alle competizioni sono scelti dai rispettivi paesi invece che selezionati dall'ISU. Il numero di posti a disposizione delle singole federazioni è determinata dai piazzamenti ottenuti nelle singole discipline dalle rispettive federazioni nell'edizione dei Campionati mondiali juniores della stagione precedente.
Il paese ospitante una competizione ha diritto a fare partecipare nella propria gara fino a tre pattinatori per il singolo maschile e per quello femminile, fino a tre coppie di danza e non ha limiti nel numero delle coppie di artistico che può schierare.
Per essere ammissibile nel circuito Junior Grand Prix i pattinatori devono avere compiuto almeno 13 e meno di 19 anni (21 per gli uomini nelle gare di coppia e danza su ghiaccio) prima del 1º luglio precedente l'evento.